# Amplicephalus littoralis
Amplicephalus littoralis är en insektsart som beskrevs av Ball 1905. Amplicephalus littoralis ingår i släktet Amplicephalus och familjen dvärgstritar. Inga underarter finns listade i Catalogue of Life.